# Euronics
Euronics International B.V. è un gruppo europeo di grande distribuzione, specializzato nell'elettronica di consumo, con sede principale ad Amsterdam, nei Paesi Bassi. I membri di Euronics sono tutti rivenditori indipendenti. Conta 11.500 negozi in 30 nazioni.

## Storia
Euronics International è stata fondata nel 1990 da cinque gruppi provenienti da Germania, Italia, Spagna, Belgio e Paesi Bassi, che si erano resi conto che dovevano reagire ai cambiamenti strutturali indotti dalla globalizzazione per restare competitivi: allo stesso tempo avrebbero conservato la caratteristica di specializzarsi nel commercio principalmente di elettronica mantenendo dipendenti qualificati, conoscenze specialistiche e un servizio clienti personale.

## Euronics Italia
Euronics Italia S.p.A. rappresenta il secondo socio per fatturato di Euronics International B.V., secondo solo alla Germania. È uno dei maggiori gruppi nella distribuzione di elettrodomestici ed elettronica di consumo, nato nel settembre 1999 dall'evoluzione del marchio GET, costituito nel 1972, quando la domanda di elettrodomestici, televisori a colori e sistemi hi-fi diventava sempre più significativa. Impiega attualmente sul territorio italiano oltre 6.300 dipendenti.

### I soci di Euronics Italia
Euronics Italia S.p.A. è un gruppo formato da 10 soci, distribuiti sull'intero territorio nazionale, che comprende oltre 450 punti vendita (luglio 2022): 
- Bruno S.p.A.
- Butali S.p.A.
- Dimo S.p.A.
- La Via Lattea S.p.A.
- Nova S.p.A.
- R.i.m.e.p. S.p.A.
- S.I.E.M. S.p.A.
- Tufano S.p.A.
- Comet S.p.A.
- Gruppo Sme S.p.A.

### Diversificazione delle insegne
Euronics in Italia è rappresentata sul territorio da 3 insegne, rispettivamente:
| Insegna        | Quantità | Descrizione |
| -------------- | -------- | --- |
| Euronics       | 237      | Punti vendita di grandi superficie, situati prevalentemente presso centri commerciali.                                   |
| Euronics City  | 39       | Primi in Europa a sperimentare questo formato, sono punti vendita "middle store" in prevalenza situati in centri urbani. |
| Euronics Point | 126      | Punti vendita "small store", in prevalenza di prossimità e situati in bacini medio-piccoli, spesso in provincia.         |

### Fatturato in Italia
| Anno | Fatturato (in miliardi di €) |
| ---- | ---------------------------- |
| 2014 | 1,5                          |
| 2015 | 1,8                          |
| 2016 | 1,8                          |
| 2017 | 1,7                          |
| 2018 | 1,65                         |
| 2019 | 1,8                          |
| 2020 | 2,6                          |

## Loghi

Settembre 1999 - 22 aprile 2018
In uso dal 23 aprile 2018